# 永安廟
永安廟位於四川省南充市南部縣桐坪镇卫星村，始建于唐代，现存建筑仅大殿为古建筑，建于明洪武年间，并保留有元代建筑特征。2007年6月1日公佈為四川省第七批文物保護單位，2019年10月7日公布为第八批全国重点文物保护单位。
永安庙为唐永徽二年（651年）敕建，元代逐渐荒废，明代开始成为杜姓家族香火庙，在清代曾于雍正二年（1724年）、乾隆二十二年（1757年）、道光二十二年（1842年）等经历过多次维修。中华人民共和国建立后由学校使用。
永安庙地处永安河旁的河谷平坝中，坐北朝南（略偏东），由大殿、山门和东西厢房组成，仅大殿为古建筑，山门和东西厢房属现代添建。厢房原曾与大殿合围形成天井，2018年修缮时，与大殿相接的部分厢房被拆除。大殿单檐歇山顶，面阔三间8.3米，进深三间8.215米。